# Frankenberg (Hesse)
Pour les articles homonymes, voir Frankenberg.
Frankenberg est une ville allemande située dans l'arrondissement de Waldeck-Frankenberg et dans le land de la Hesse. Elle se trouve à 27 km au nord de Marbourg.
Le toponyme désigne un éperon rocheux surplombant l'Eder au nord du Burgwald. Les Francs y avaient établi un fort, qui joua un rôle-clef dans la soumission des Saxons. La ville a été fortifiée en 1233-34 par le landgrave Conrad de Thuringe, sénéchal des Ludovinges, pour faire pièce au fort de Battenberg, défendant pour l'Électorat de Mayence le cours supérieur de l'Eder. Carrefour commercial important, la ville connut une certaine prospérité pendant tout le Moyen Âge.
La ville fut ravagée par un incendie le 9 mai 1476, dont le récit nous est parvenu grâce au chroniqueur local Wigand Gerstenberg ; elle ne sera reconstruite qu'au XVIe siècle : le vieil hôtel de ville et les plus anciennes maisons à colombages datent de cette période.
Le 29 mai 2018, la ville a rendu hommage à l'un de ses fils, le sculpteur de la Renaissance Philipp Soldan.

## Géographie
Frankenberg s'est édifiée entre le Burgwald, au Sud, et la Breite Struth au Nord-ouest, à la confluence de la Nemphe et de l'Eder. La métropole la plus proche est la ville universitaire de  Marbourg.

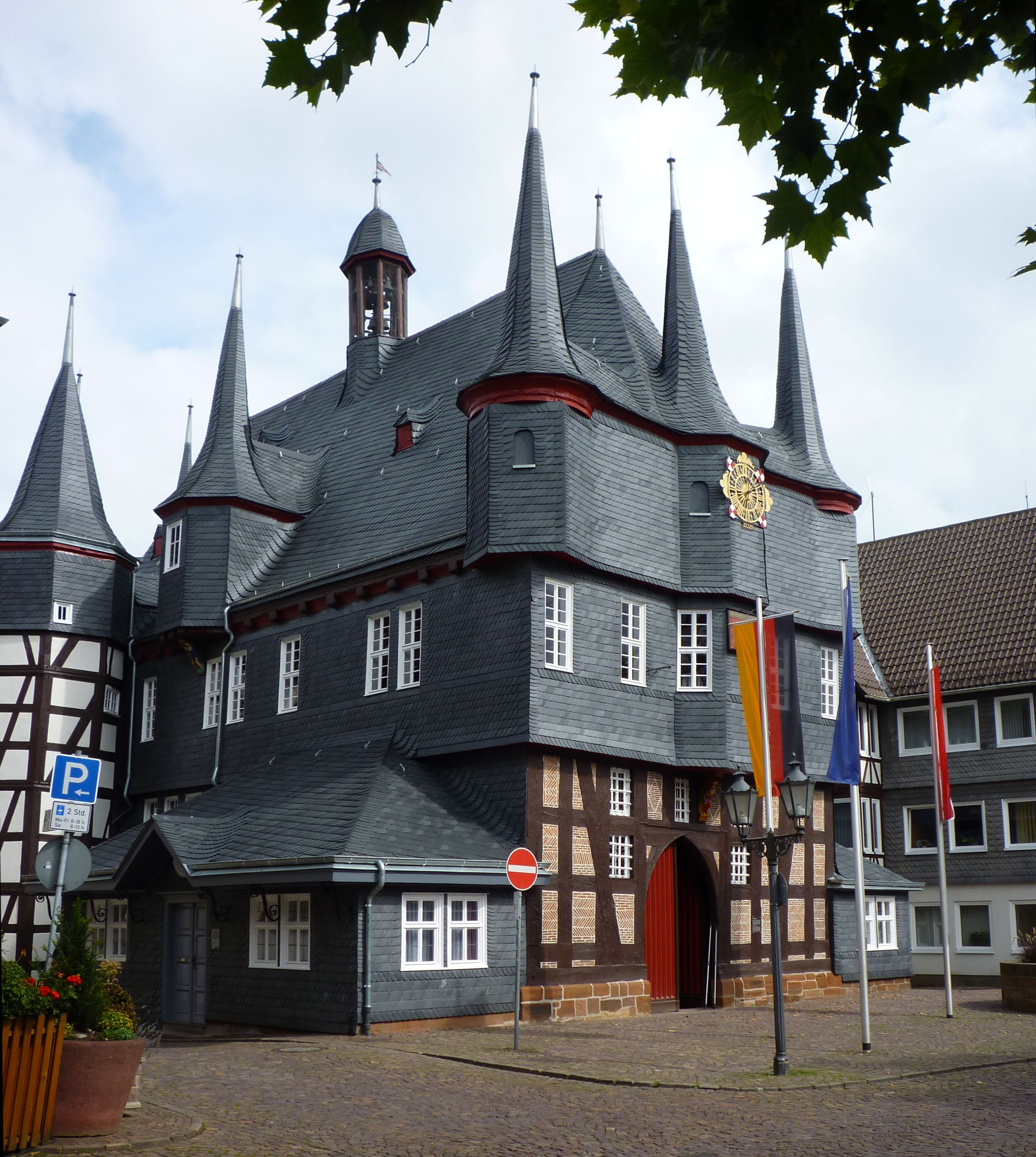
Hôtel de ville.
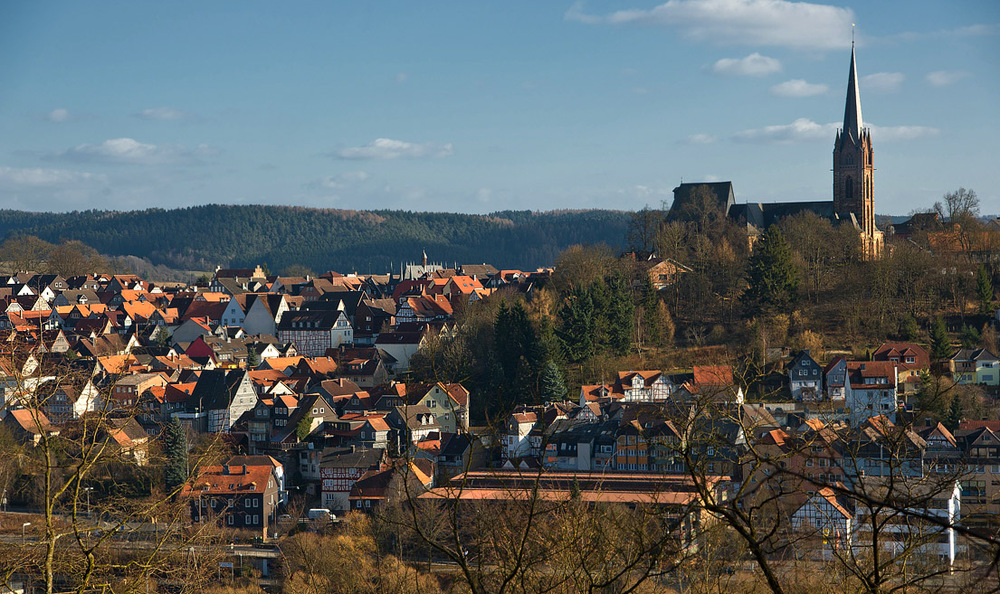
Frankenberg.